# رودهن
رودِهِن، شهری کهن و تقریبا بزرگ، زیبا، خوش آب و هوا دراستان تهران است که در ۳۰ کیلومتری شرق تهران قرار دارد. رودهن از شمال با شهرستان آمل، از شرق با دماوند، از غرب با شهرستان پردیس و از جنوب با ورامین و پاکدشت همسایه است. از جاذبه‌های رودهن میتوان به بام رودهن یا همان کوه ممد داغی اشاره کرد رودهن از لحاظ تاریخی به زمان صفوی بلکه قبل تر از آن برمیگردد رودهن درختانی دارد که قدمتی بالغ بر هزار سال دارد

## جمعیت
جمعیت این شهر براساس سرشماری سال ۱۳۹۰ ایران، ۲۱٬۴۷۷ نفر (۶٬۶۲۷ خانوار) شامل ۱۰٬۸۰۷ مرد و ۱۰٬۶۷۰ زن است.
نزدیکی به جاده‌های اصلی تهران – شمال (هراز و فیروزکوه) نیز از عوامل مؤثر در رشد چشمگیر این شهر بود و طبق سرشماری عمومی نفوس و مسکن در سال ۱۳۵۵، جمعیت رودهن و حومه تنها چهار هزار نفر گزارش شد و پس از تقریباً یک دهه، تا زمان تأسیس دانشگاه آزاد اسلامی، جمعیت شهر به بیش از سیزده هزار نفر رسید. با توجه به تأسیس این مرکز آموزش عالی و گسترش سریع آن، بافت جمعیتی این شهر نیز به سرعت تغییر یافت. حضور چند هزار دانشجو که به صورت جمعیت شناور در طول روز به این شهر وارد و از آن خارج می‌شدند، اقامت حداقل دو تا سه هزار از این دانشجویان در این شهر در خوابگاه‌ها و خانه‌های استیجاری، موج مهاجرت از اطراف و حتی شهرهای دیگر به ویژه شهرستان‌های استان مازندران، خراسان و استانهای دیگر سبب شد که در سرشماری ۱۳۶۵ جمعیت این شهر به بیش از دو برابر افزایش یابد.

## زبان
ساکنان و بومیان اصیل رودهن، به زبان ترکی یا همان آذری صحبت میکنند ولی طی دهه های اخیر مهاجرانی لر زبان، مازنی و خراسانی به این شهر مهاجرت کردند و ترکان رودهن در دورههاب قبل از قاجار به این شهر مهاجرت کردند ( مجموعه خبری و اطلاع رسانی آوای هراز) و به گفته حبیب برجیان منطقه رودهن، دماوند و فیروزکوه جز نواحی مازندرانی زبان میباشد. شماری از طایفه بابایی و کردبچه از ابتدای دوران قاجار ساکن این منطقه هستند.
رئیس شورای اسلامی شهر بومهن: رودهن که بعد از بومهن قرار گرفته است، محل تلاقی مردم ترک‌زبان و مازنی زبان است.

## ابنیه تاریخی
از بناهای تاریخی این شهر می‌توان به پلی اشاره کرد که متروکه شده و از دورهٔ صفوی است. 
رودهن قدیم در منتهی‌الیه رودخانه‌ای واقع شده است که امروزه بلوار شریعتی نام دارد و به نام تجرک معروف است.
در این نقطه آثار قبرهای زرتشتیان پابرجاست که هنوز مورد توجه قرار نگرفته است.
مهم‌ترین آثار تاریخی و فرهنگی رودهن را می‌توان به پل نمیر (قرن سوم)، پل زنجیر یا فیروزکوه، بقعه مبارک امامزاده محمدتقی رودهن که از فرزندان موسی کاظم است، امامزاده روح‌الله روستای جورد، امامزاده پیش روستای آردینه، حمام و خانه تاریخی روستای جورد و وسکاره،...که هر یک گویای تاریخ این منطقه است، نام برد.

## صنایع دستی
زیورآلات دستی یکی از قدیمی‌ترین صنایع دستی رودهن به حساب می‌آید، علاوه بر این معرق کاری هم از دیگر صنایع دستی این شهر به حساب می‌آید در هنر معرق کاری با استفاده از ابزارهای خاص نقش‌های منحصر به فردی را بر روی چوب به وجود می‌آورند.
از دیگر صنایع دستی این شهر می‌توان به سفال‌گری اشاره کرد. منبت کاری، خوش نویسی، ملیله سازی و چرم و قلاب بافی از دیگر صنایع این شهرستان است.

## روستاهای بزرگ بخش رودهن
برخی از روستاهای بزرگ این بخش را می‌توان به روستاهای (مهرآباد، جورد، گلاهک، چناران، وسکاره، آردینه، عباس‌آباد، نوده، یلقان دره، خورین، گندک، چشمه ها، تخته‌ها، هزار دشت، تیرک، تجرک بالا و تجرک پایین) نام بردکه از این تعداد 8 روستا ازجمله جورد، مهرآباد، وسکاره، گلاهک، چناران، آردینه، نوده و یلقان دره و عباس‌آباد دارای دهیاری و شورا می‌باشند و مابقی روستاها به دلیل ثابت نبودن جمعیت در فصول مختلف فاقد شورا و دهیاری هستند. عالی‌ترین مقام سیاسی و نماینده عالی دولت در سطح بخش، بخشدار می‌باشد که در رودهن تاکنون هفت بخشدار فعالیت نموده‌اند.
بخش رودهن:
۲-۱ مهر آباد – “با مرکزیت روستای مهر آباد” – شامل محلات زیر:
| ۱- گل آهک    | ۴- خورین   | ۷- شاطر محمد | ۱۰- نوده      |
| ۲- چنار غرب  | ۵- تخته ها | ۸- گندک      | ۱۱- یلقان دره |
| ۳- عباس آباد | ۶- جشمه ها | ۹- ولی آباد  | ۱۲- باغ گمرک  |
|              |            |              | ۱۳- آب کلاه   |

۲-۲ آب علی- “با مرکزیت روستای آبعلی” – شامل محلات زیر:
| ۱- مبارک آباد | ۵- هزار دشت   | ۹- تَجَرَک بالا   | ۱۳- سرپولک     |
| ۲- وسکاره     | ۶- اَنّا        | ۱۰- تَجَرَک پایین | ۱۴- قائم محله  |
| ۳- آروینه     | ۷- پیست آبعلی | ۱۱- جعفر آباد  | ۱۵- سنگ دروازه |
| ۴- جورد       | ۸- سادات محله | ۱۲- ضرغام      | ۱۶- تیرک       |
|               |               |                | ۱۷- مندانک     |

## دانشگاه آزاد
دانشگاه آزاد اسلامی واحد جامع و بین‌المللی رودهن بابیش از بیست هزار دانشجو، شهر ۴۰ هزار نفری رودهن را به یک شهر دانشگاهی تبدیل کرده است. این دانشگاه به عنوان یکی از بزرگ‌ترین و معتبرترین دانشگاه‌های کشور از لحاظ فضای آموزشی و علمی شناخته شده است.

## دانشگاه علمی کاربردی شهرداری رودهن
دانشگاه علمی کاربردی رودهن در سال ۱۳۸۲ در مقطع کاردانی تأسیس شد. اکنون با حدود ۷۰۰ دانشجو و در دو مقطع کاردانی و کارشناسی و قریب به ۱۴ رشته کاردانی و ۳ رشته کارشناسی در زمینی به مساحت ۱۰۵۰۰ مترمربع و ساختمان آموزشی با زیربنای ۱۷۰۰ متر مربع در حال فعالیت است.

## نگاره‌ها

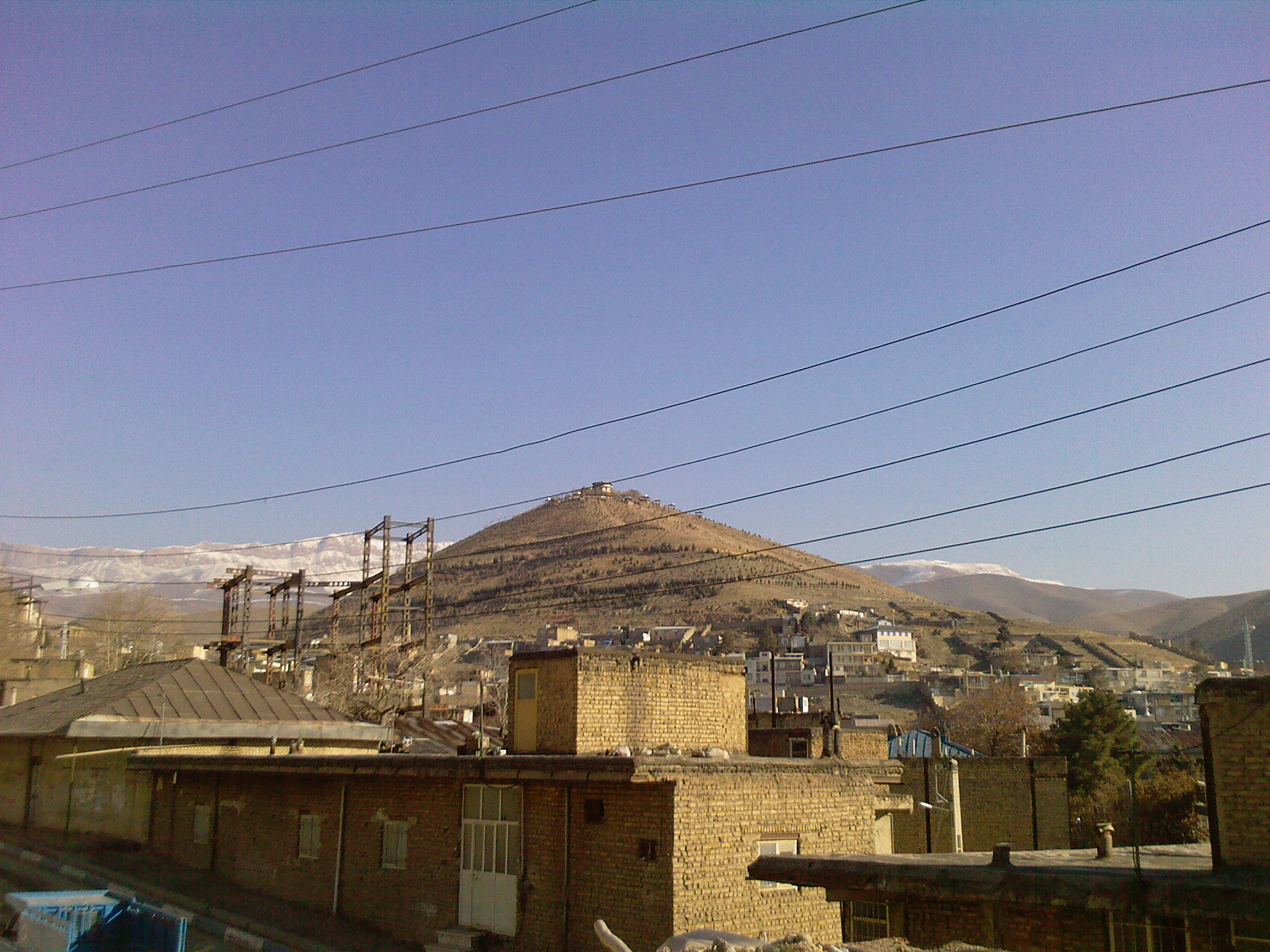
بام رودهن
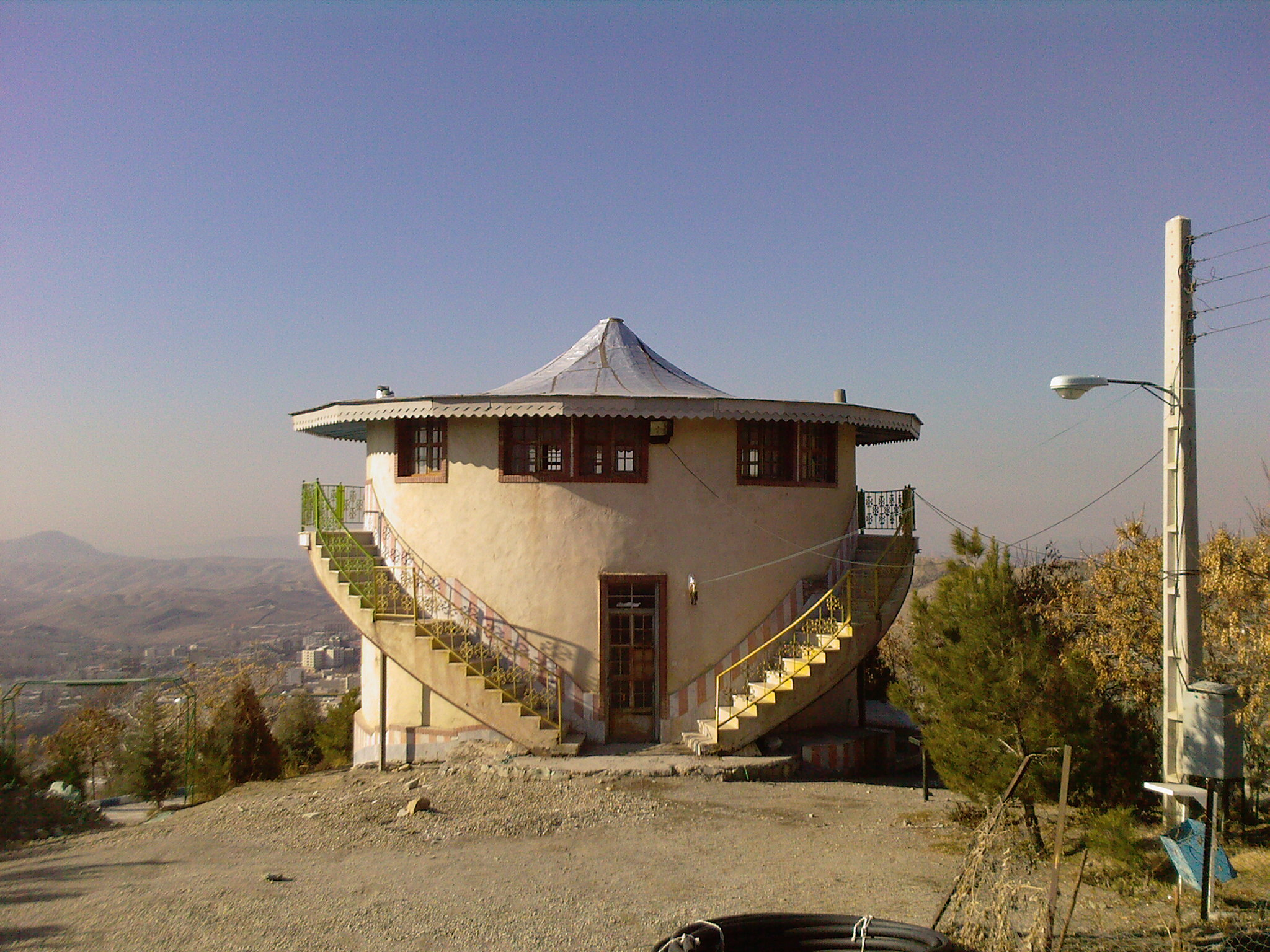
دفتر بام رودهن
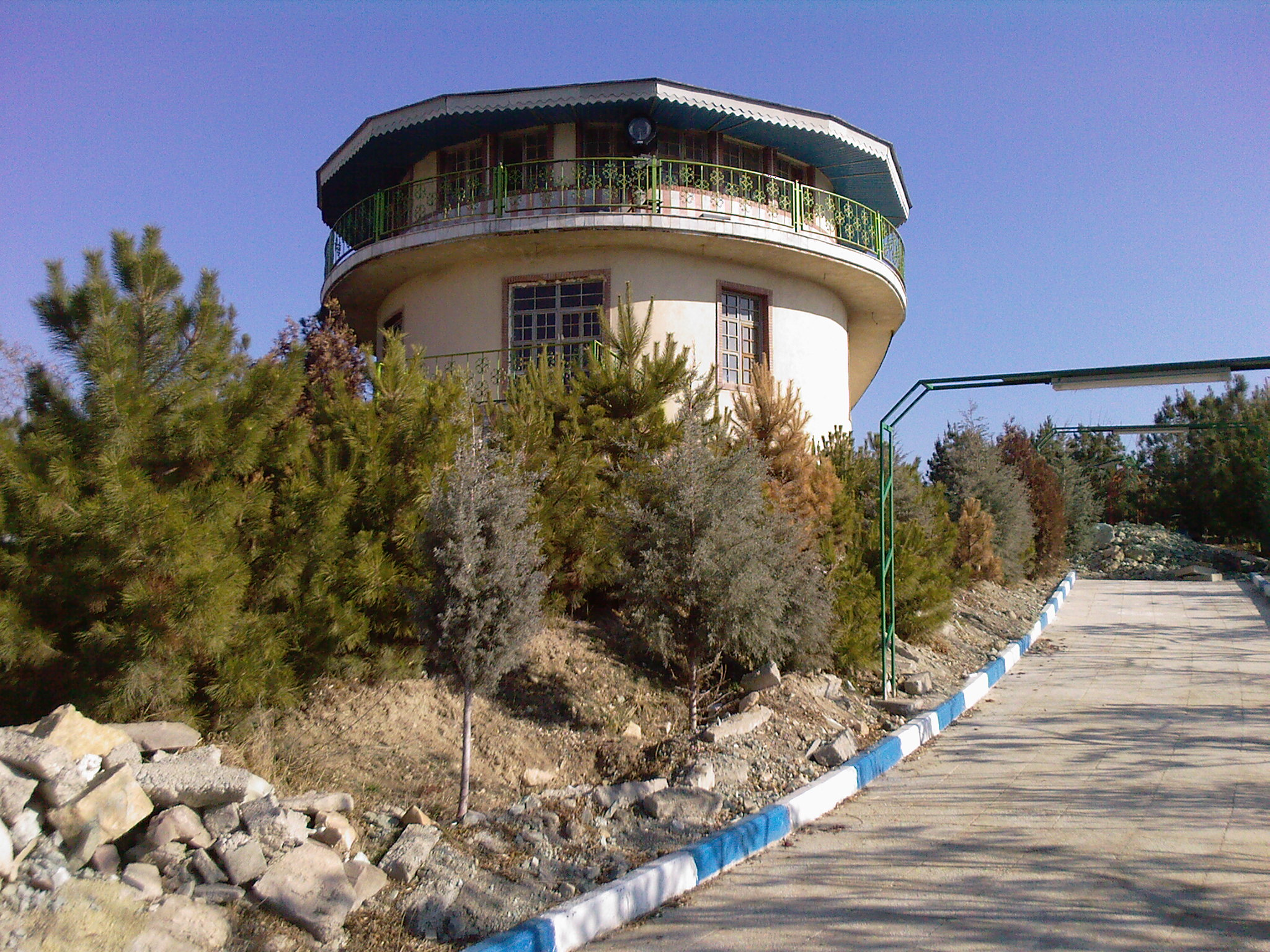
ساختمان بام
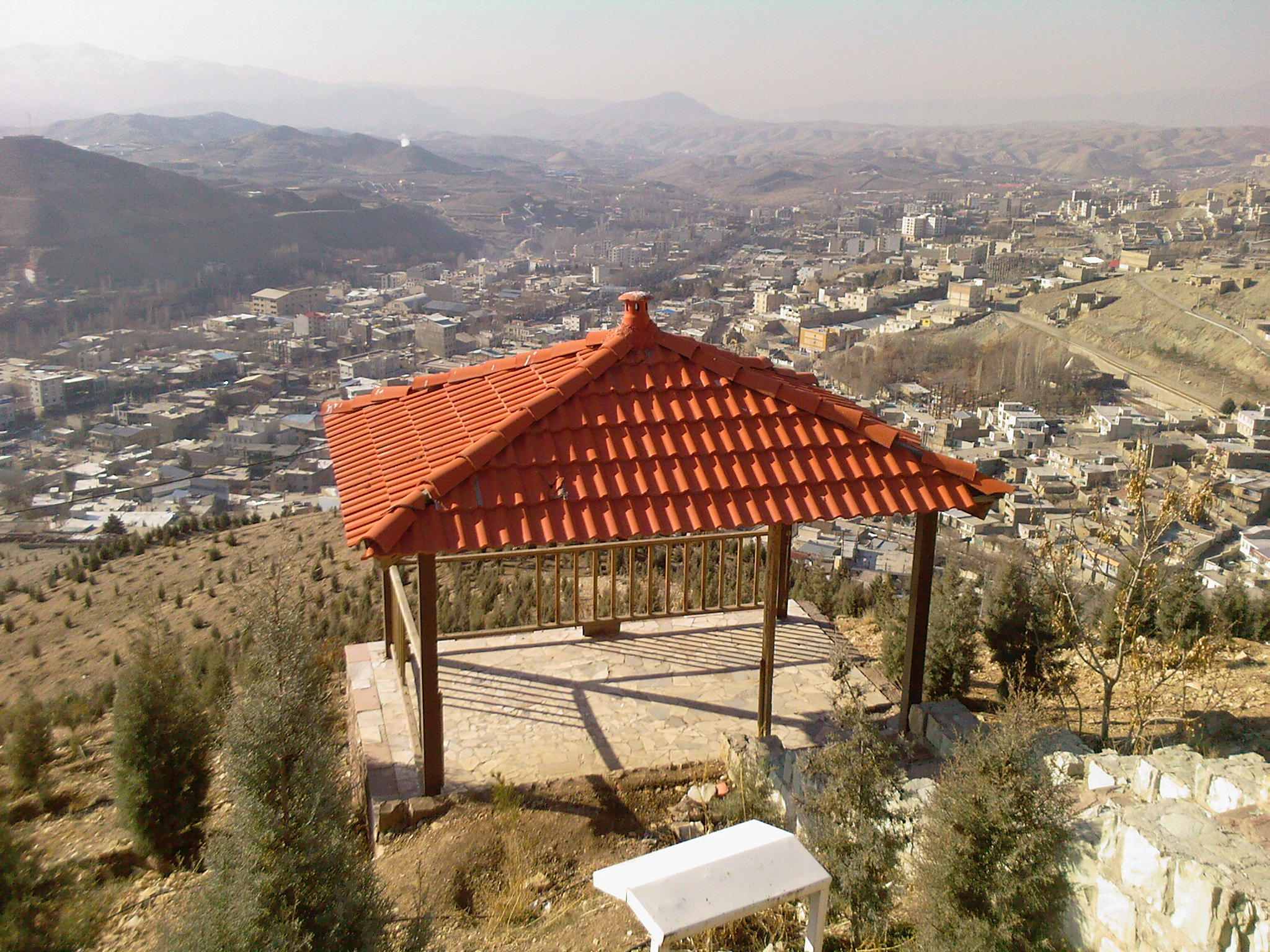
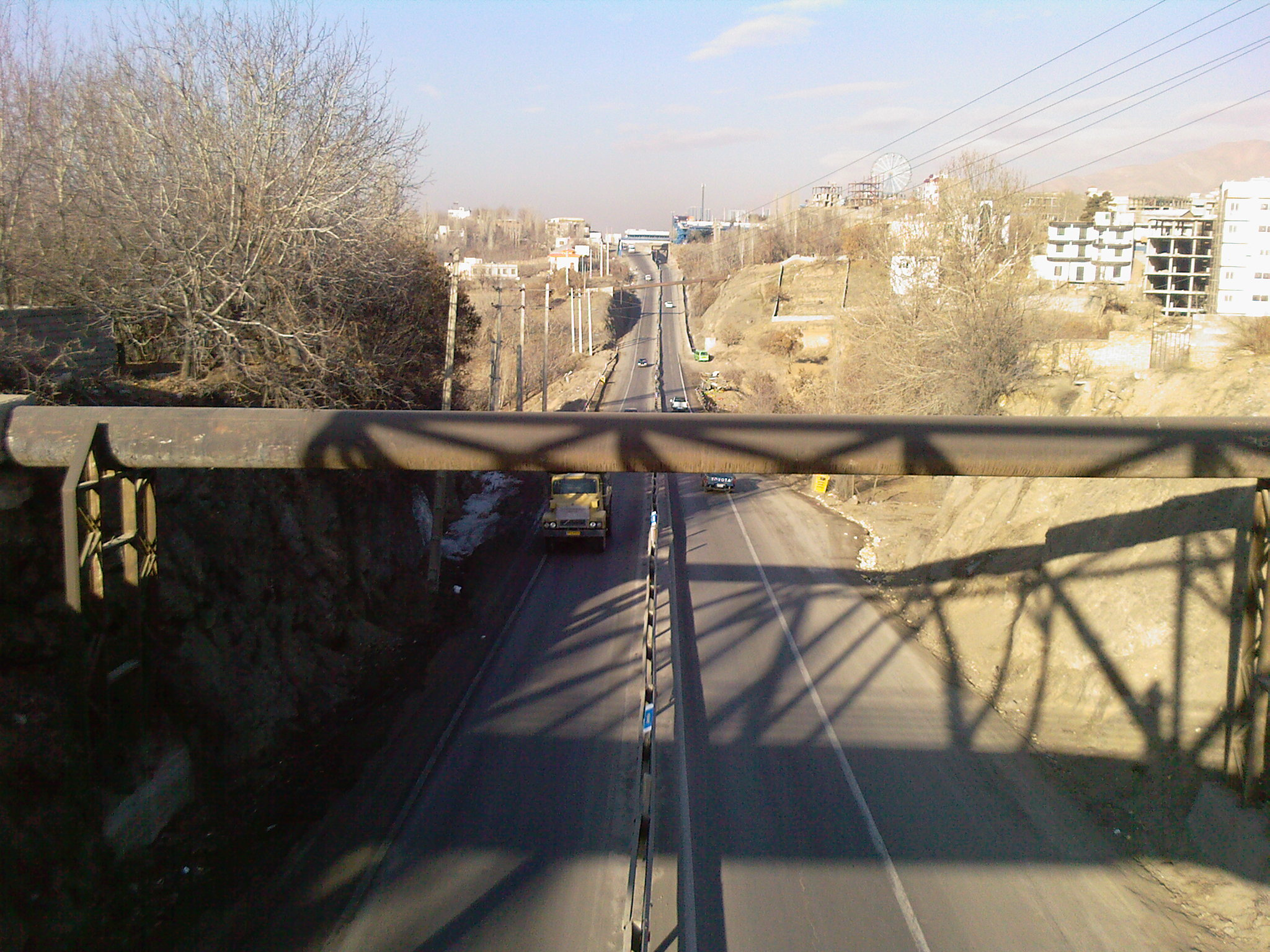
جاده رودهن دماوند سمت شرق
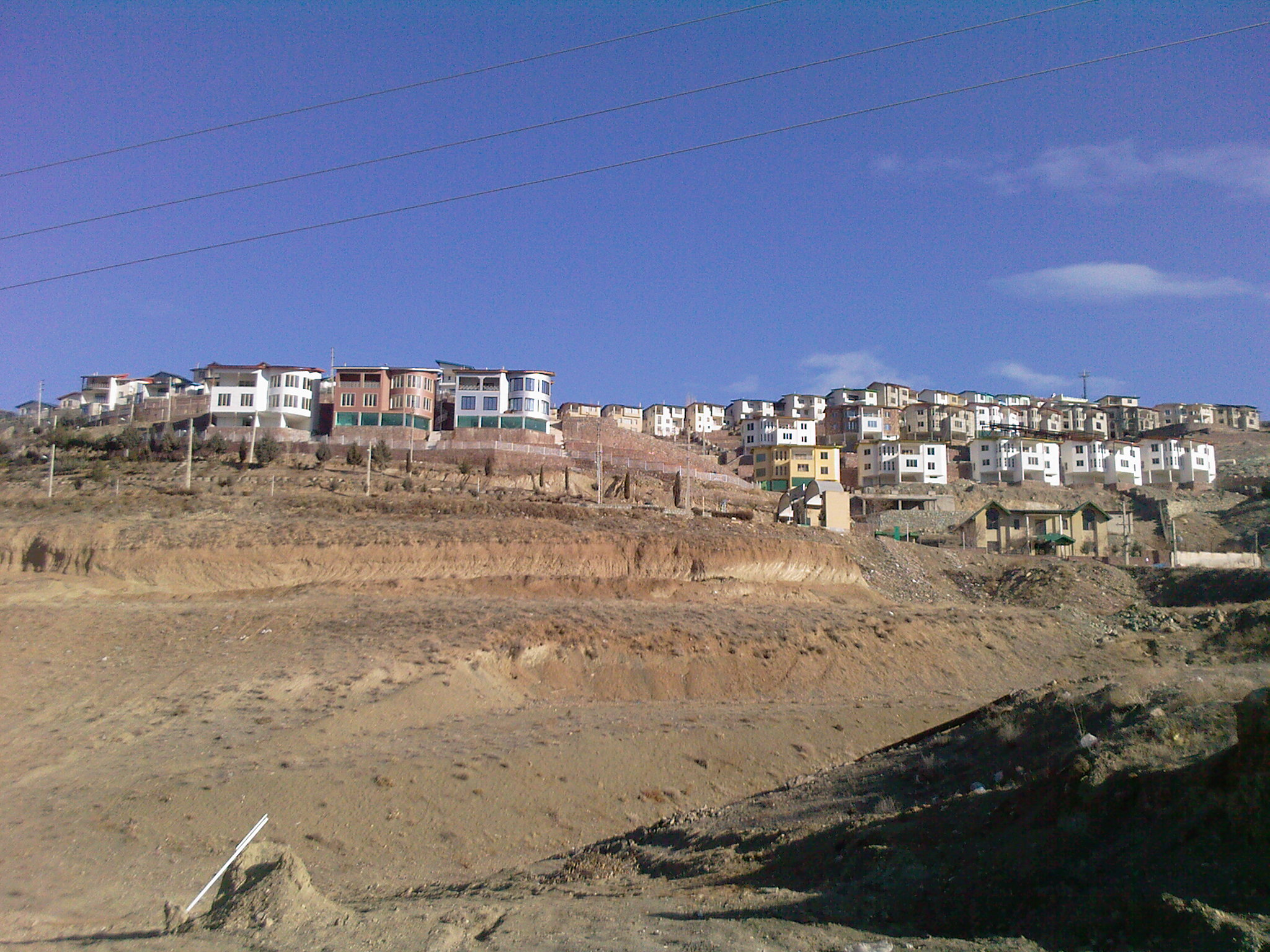
شهرک
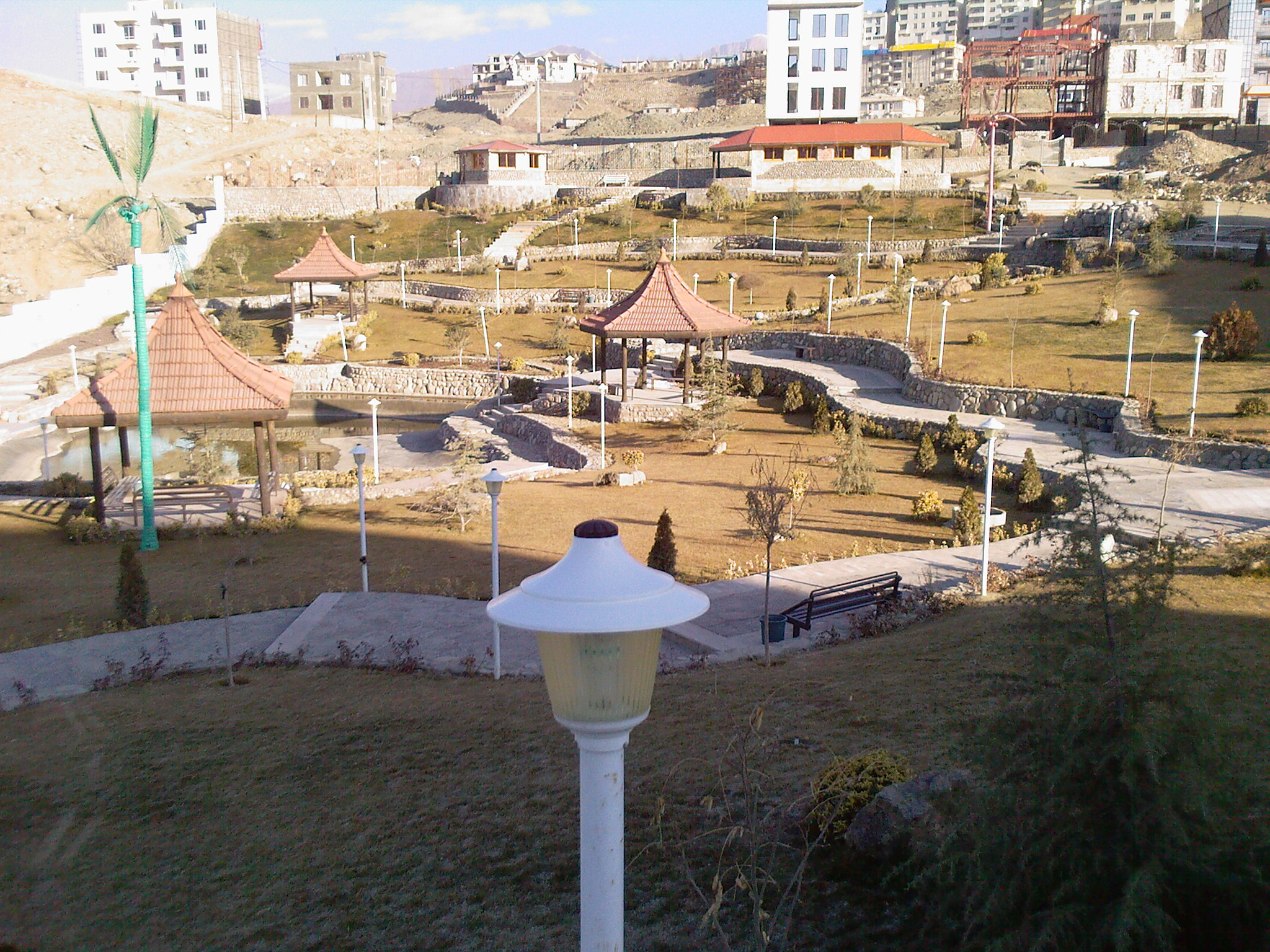
بوستان سرماخورده
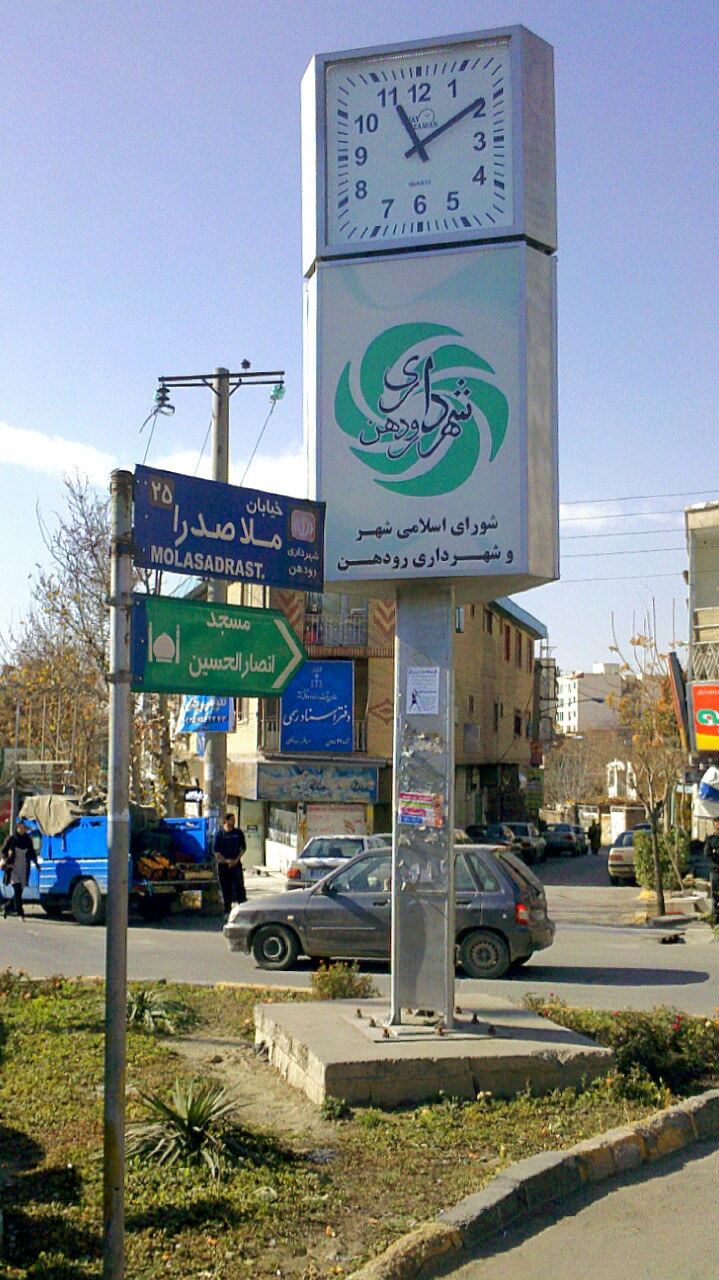
یکی از خیابان‌های شهر رودهن، «ملاصدرا»